# Badminton-Asienmeisterschaft für Behinderte 2012
Die Badminton-Asienmeisterschaft für Behinderte 2012 fand vom 1. bis zum 3. November 2012 in Yeoju statt.

## Medaillengewinner
| Disziplin           | Gold                                | Silber                                | Bronze                                      |
| ------------------- | ----------------------------------- | ------------------------------------- | ------------------------------------------- |
| Herreneinzel WH1    | Kim Jung-jun                        | Lee Sam-seop                          | Lee Dong-seop                               |
| Herreneinzel WH1    | Kim Jung-jun                        | Lee Sam-seop                          | Jakarin Homhual                             |
| Herreneinzel WH2    | Kim Kyung-hoon                      | Kim Sung-hun                          | Shim Jae-yul                                |
| Herreneinzel WH2    | Kim Kyung-hoon                      | Kim Sung-hun                          | Dumnern Junthong                            |
| Herreneinzel SL3    | Phạm Đức Trung                      | Kim Chang-man                         | Huang Hsing-chih                            |
| Herreneinzel SL3    | Phạm Đức Trung                      | Kim Chang-man                         | Toshiaki Suenaga                            |
| Herreneinzel SL4    | Lin Cheng-che                       | Hairol Fozi Saaba                     | Yeh En-chuan                                |
| Herreneinzel SL4    | Lin Cheng-che                       | Hairol Fozi Saaba                     | Anand Kumar Boregowda                       |
| Herreneinzel SU5    | Cheah Liek Hou                      | Tay Wei Ming                          | Hironobu Kawabata                           |
| Herreneinzel SU5    | Cheah Liek Hou                      | Tay Wei Ming                          | Gen Shogaki                                 |
| Herrendoppel WH1    | Kim Jung-jun Lee Sam-seop           | Jakarin Homhual Kornpeekanok Chatchai | Osamu Nagashima Tsutomu Shimada             |
| Herrendoppel WH1    | Kim Jung-jun Lee Sam-seop           | Jakarin Homhual Kornpeekanok Chatchai | Fang Chih-tsung Ong Yu-yu                   |
| Herrendoppel WH2    | Lee Dong-seop Shim Jae-yul          | Kim Kyung-hoon Kim Sung-hun           | Trần Mai Anh Trương Ngọc Bình               |
| Herrendoppel WH2    | Lee Dong-seop Shim Jae-yul          | Kim Kyung-hoon Kim Sung-hun           | Chan Ho Yuen Ip Chi Keong                   |
| Herrendoppel SL3    | Hoàng Phạm Thắng Phạm Đức Trung     | Masanori Sato Toshiaki Suenaga        | Chang Yu-yung Huang Hsing-chih              |
| Herrendoppel SL3    | Hoàng Phạm Thắng Phạm Đức Trung     | Masanori Sato Toshiaki Suenaga        | Muhammad Huzairi Abdul Malek Yau Tiam Ann   |
| Herrendoppel SL4    | Lin Cheng-che Lin Yung-chang        | Zaidi Omar Hairol Fozi Saaba          | Anand Kumar Boregowda Indrajit Pal          |
| Herrendoppel SL4    | Lin Cheng-che Lin Yung-chang        | Zaidi Omar Hairol Fozi Saaba          | Baek Dong-gyu Byeon Jeong-bae               |
| Herrendoppel SU5    | Cheah Liek Hou Suhaili Laiman       | Kelvin Pung Tay Wei Ming              | Hironobu Kawabata Gen Shogaki               |
| Herrendoppel SU5    | Cheah Liek Hou Suhaili Laiman       | Kelvin Pung Tay Wei Ming              | Kim Gi-yeon Kim Sam-seop                    |
| Dameneinzel WH1     | Sujirat Pookkham                    | Lee Mi-ok                             | Son Ok-cha                                  |
| Dameneinzel WH1     | Sujirat Pookkham                    | Lee Mi-ok                             | Piyawan Thinjun                             |
| Dameneinzel WH2     | Lee Sun-ae                          | Kim Yun-sim                           | Yoko Egami                                  |
| Dameneinzel WH2     | Lee Sun-ae                          | Kim Yun-sim                           | Rie Ogura                                   |
| Dameneinzel SL3–SU5 | Mamiko Toyoda                       | Kaede Kameyama                        | Yodpa Sudsaifon                             |
| Dameneinzel SL3–SU5 | Mamiko Toyoda                       | Kaede Kameyama                        | Nipada Saensupa                             |
| Damendoppel WH1–WH2 | Kim Yun-sim Lee Sun-ae              | Sujirat Pookkham Piyawan Thinjun      | Lee Mi-ok Son Ok-cha                        |
| Damendoppel WH1–WH2 | Kim Yun-sim Lee Sun-ae              | Sujirat Pookkham Piyawan Thinjun      | Yoko Egami Rie Ogura                        |
| Damendoppel SL3–SU5 | Mamiko Toyoda Kaede Kameyama        | Wandee Kamtam Yodpa Sudsaifon         | Nipada Saensupa Chanida Srinavakul          |
| Damendoppel SL3–SU5 | Mamiko Toyoda Kaede Kameyama        | Wandee Kamtam Yodpa Sudsaifon         | Nabilah Ahmat Sharif Ng Lai Ling            |
| Mixed WH1           | Kim Jung-jun Son Ok-cha             | Lee Sam-seop Lee Mi-ok                | Jakarin Homhual Sujirat Pookkham            |
| Mixed WH1           | Kim Jung-jun Son Ok-cha             | Lee Sam-seop Lee Mi-ok                | Kornpeekanok Chatchai Piyawan Thinjun       |
| Mixed WH2           | Kim Sung-hun Lee Sun-ae             | Kim Kyung-hoon Kim Yun-sim            | Osamu Nagashima Yoko Egami                  |
| Mixed WH2           | Kim Sung-hun Lee Sun-ae             | Kim Kyung-hoon Kim Yun-sim            | Tsutomu Shimada Rie Ogura                   |
| Mixed SL3–SU5       | Cheah Liek Hou Nabilah Ahmat Sharif | Hironobu Kawabata Mamiko Toyoda       | Gen Shogaki Kaede Kameyama                  |
| Mixed SL3–SU5       | Cheah Liek Hou Nabilah Ahmat Sharif | Hironobu Kawabata Mamiko Toyoda       | Chawarat Kitichokwattana Chanida Srinavakul |